# Isola Scott
L'Isola Scott (67º24´S 179º55´W) è una piccola isola disabitata di origine vulcanica dell'Oceano Meridionale, 505 km a nord-est di Cape Adare, l'estremità nord-orientale della Terra della regina Victoria. È lunga 370 metri e larga 180 m, e copre un'area di 0,04 km², con il punto più elevato, l'Haggits Pillar a 63 m s.l.m.
L'isola venne scoperta nel dicembre 1902 dal Capitano William Colbeck comandante della Morning, nave di soccorso per la spedizione del Capitano Robert F. Scott. L'isola era chiamata in precedenza Isola Markham.
Fa parte della Dipendenza di Ross, reclamata dalla Nuova Zelanda.